# 莎拉·杜特尔特
莎拉·齐默尔曼·杜特尔特-卡彪（英語：Sara Zimmermann Duterte-Carpio；1978年5月31日—），菲律賓政治人物與律師，現任菲律賓副總統（第17任），曾任教育部部長，曾兩度擔任达沃市市长，是菲律賓第16任總統罗德里戈·杜特尔特之長女。

## 政治生涯

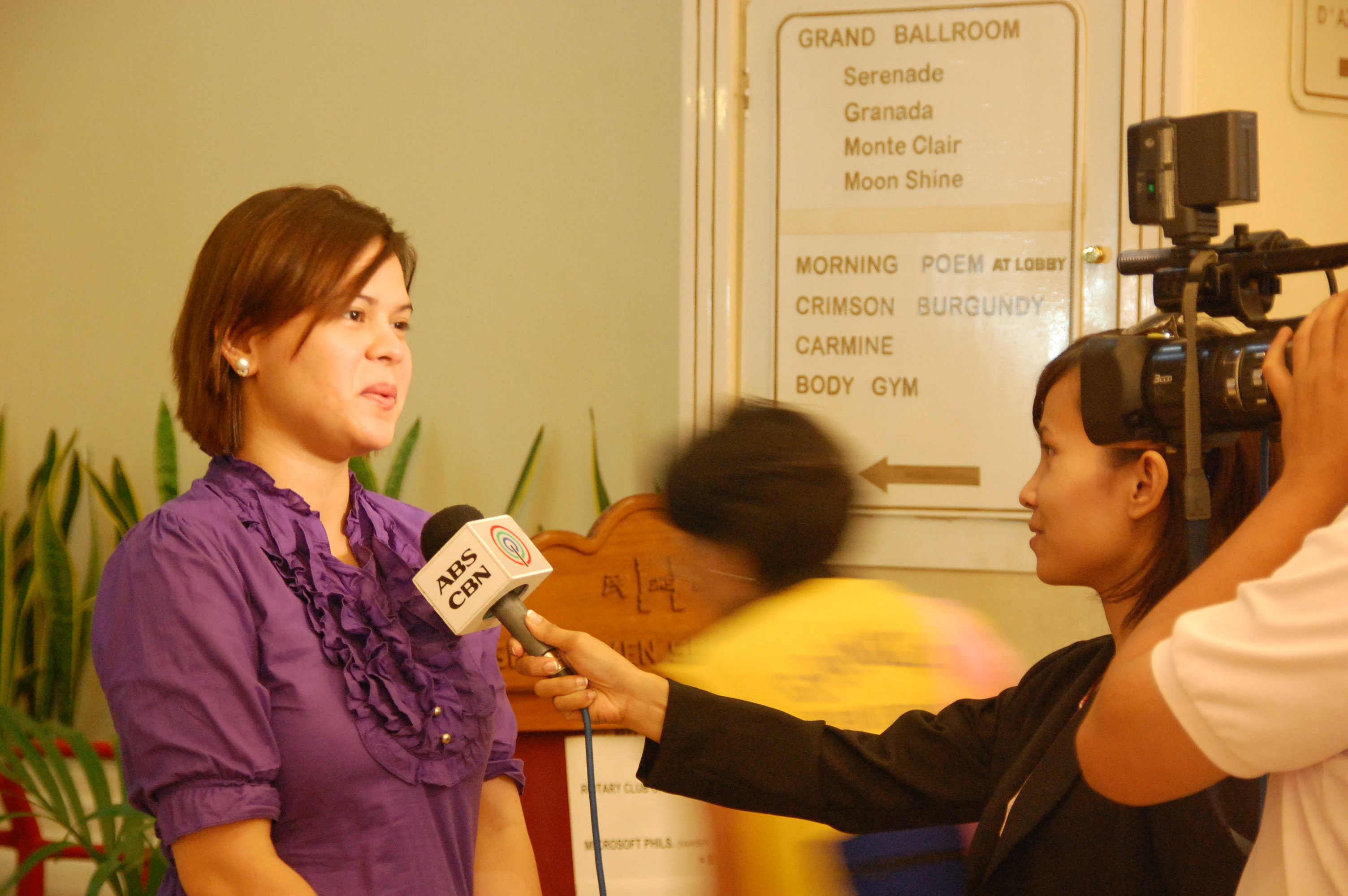
時任達沃市副市長莎拉於2009年3月12日接受ABS-CBN新闻專访

莎拉是达沃市第一位女市长，也是达沃市政治历史上最年轻的当选者。2010年至2013年她与其父罗德里戈·杜特尔特交换角色，分别担任达沃市市长和副市长的职务。莎拉的座右銘是：「献出所有时间为国家服务」。由於杜特尔特家族成員輪番出任達沃市市長，故合計在該市掌权逾30年之久。在2010年选举中，莎拉以领先200,000票的压倒性优势，战胜了她父亲的长期政治对手众议长普洛斯彼罗·诺格拉雷斯。诺格拉雷斯早些时候质疑选举结果，向位于马尼拉的选举委员会提出抗议，声称这是莎拉与当地选举官员的“阴谋”。
在就职演讲中，莎拉坦言想当一名儿科医生，而不是政治家。“我从没想过要当一名政治家，但今天我作为一个市长在你们面前发言，”她说。在演讲的一个多小时里，市政厅门口的台阶上站满了人，他们希望在莎拉就职演说后与她合影。
2011年，莎拉引起争议，她多次殴打一名坚持拆除达沃市马兰·索利曼有财产争议的房屋的法院警长。2014年，莎拉在Quimpo大道超速被交警抓捕。Quimpo大道限速40公里每小时（㎞/h），但她的车速达到了57㎞/h。有消息来源表示，交警最开始犹豫要不要对莎拉执法，但莎拉咬定交警在她超速后没收了她的驾照。
莎拉在2014年被选举为菲律宾红十字会九名理事之一。
儘管起初感到犹豫和反对，但在2015年10月，莎拉剃光头发说服她的父亲羅德里戈·杜特尔特竞选下屆菲律宾总统，其父一開始因为缺乏竞选资金和政治机器而未表态，但最後還是毅然決定投入2016年菲律賓總統選舉競選總統並取得勝選。
莎拉又在2016年竞选达沃市市长，并最終當選，接替其父第二次出任达沃市市长。
在2022年菲律宾大选中，莎拉与小费迪南德·马科斯搭档参选并击败其他竞争对手当选新一任菲律宾副总统。
2024年6月19日，莎拉辞去兼任的教育部长和反叛乱工作组副主席的职位，退出马科斯内阁。2024年11月，莎拉宣稱自己已僱用殺手；說自己如果被殺掉，殺手將暗殺小马科斯夫婦和马丁·罗穆亚尔德斯。政府回應該次發言為嚴重恐嚇、視其為國安問題。菲律賓警方隨即對莎拉及其安全助手提起刑事诉讼。
2025年1月3日，小马科斯发布命令，将莎拉逐出国家安全委员会。总统府文官长贝萨明在一份声明中说：“副总统目前被认为与国家安全委员会成员的职责无关。”2月5日，众议院对莎拉提出弹劾，215名众议员同意弹劾案，弹劾案提交至参议院表决。莎拉由此成为菲律宾历史上第一位被弹劾的在任副总统，也是第四位被弹劾的官员。
2025年6月10日，参议院的弹劾法庭以18票赞成、5票反对的结果，将弹劾案退回众议院，以确认其是否符合宪法。7月25日，大理院宣布针对莎拉·杜特尔特的弹劾条款违宪，暂停弹劾程序。8月6日，参议院通过“将针对副总统莎拉的弹劾申诉存档”的动议。这意味着莎拉的弹劾指控未经审判已被中止。

## 个人生活
2007年，莎拉嫁给她的律师伙伴曼尼塞斯·“曼斯”·R·卡皮奥（Manases "Mans" R. Carpio），她现在有两个孩子：昵称“沙基”（""）的养女和昵称“黄貂鱼”（""）的儿子马特奥·卢卡斯·D·卡皮奥（Mateo Lucas D. Carpio）。曼尼塞斯是监察员肯奇塔·卡皮奥-莫拉莱斯（Conchita Carpio-Morales）的侄子。
2016年4月18日，莎拉在其Instagram账户上承认自己曾是一名强奸受害者。在此之前的4月12日，父亲罗德里戈在总统竞选活动上发表了有争议的“强奸言论”。然而，罗德里戈反驳了他女儿的言论，并称她是个“戏剧女王”。
2016年8月19日，莎拉在达沃市卡达雅万节上宣布，她怀有七周的身孕，是个三胞胎。2016年9月2日，她不幸流产，失去了三胞胎中的两个。